# Luchthaven Nyingtri
De luchthaven Nyingtri of Linzhi is een luchthaven in de prefectuur Nyingtri op 50 km van de stad Nyingtri in het oosten van de Tibetaanse Autonome Regio. Per jaar reizen ongeveer 120.000 reizigers via het vliegveld. Het eerste vliegtuig, een Boeing 757, landde op 1 september 2006.
Vanwege de bergen kan er niet via de instrumenten geland worden, waardoor het vliegveld op zicht aangevlogen moet worden. Hierdoor is het vliegveld slechts 100 dagen per jaar in bedrijf. Vanaf het vliegveld zijn er vluchten op de Internationale Luchthaven Chengdu Shuangliu.